# Skulpturenpark TU Kaiserslautern

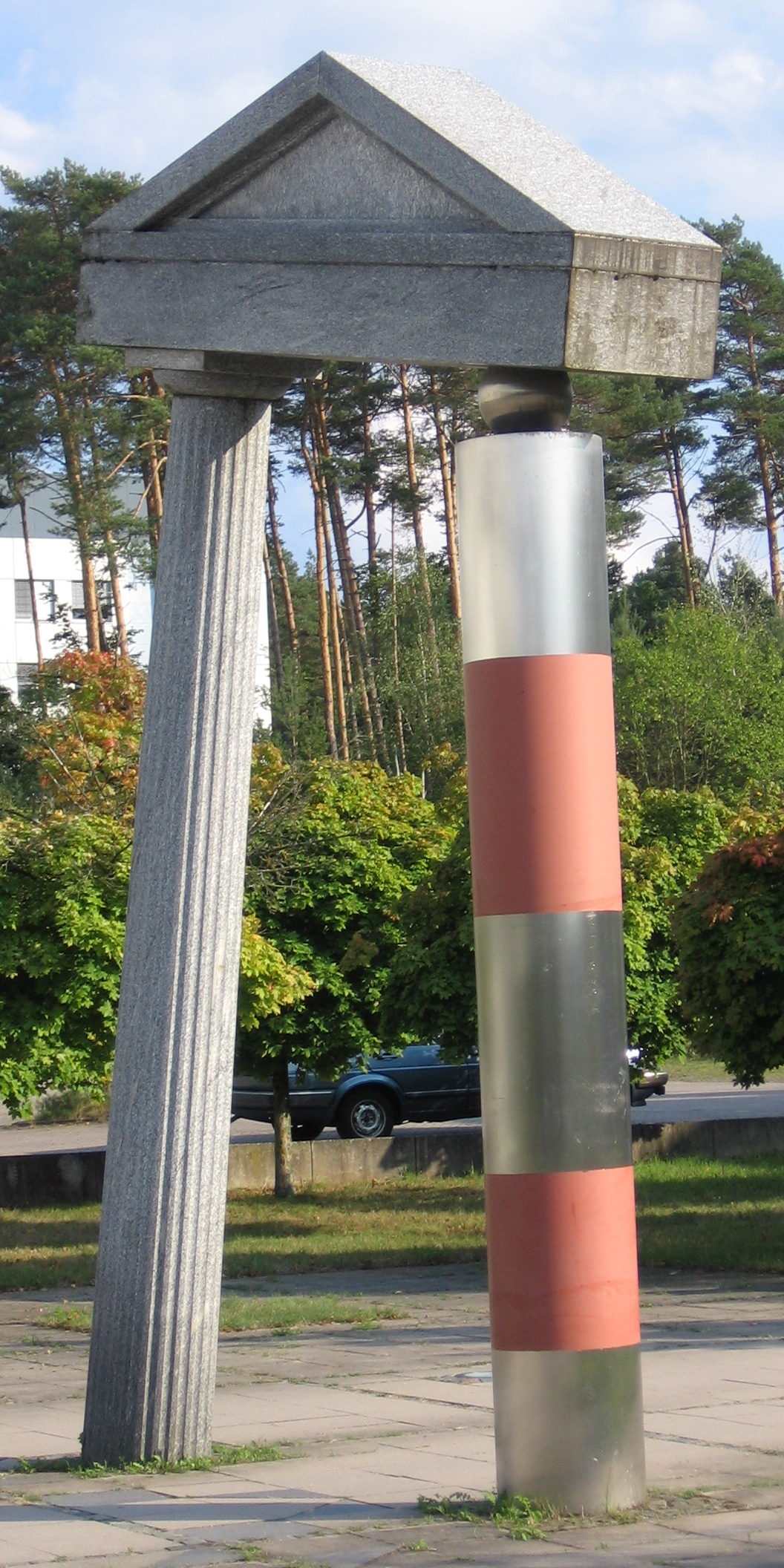
Ursula Bertram-Möbius, Tor der Wissenschaft

 Der Skulpturenpark TU Kaiserslautern entstand mit Mitteln der Kunst-am-Bau-Regelung. Entsprechend sollte bei der Gründung der Technischen Universität Kaiserslautern 1970 mindestens 1 % der Bausumme für Werke bildender Künstler ausgegeben werden.

## Entstehungsgeschichte
Auf dem Areal der ehemaligen TU Kaiserslautern, seit 2023 der Campus Kaiserslautern der Rheinland-Pfälzischen Technischen Universität, wurde 1982 eines der ersten internationalen Bildhauersymposien in Rheinland-Pfalz durchgeführt. Steinskulpturen von 20 Künstlern aus 8 Ländern wurden auf dem Campus und in Innenräumen von Instituten aufgestellt.

„Die Landesregierung von Rheinland-Pfalz stellt bei allen Hochbaumaßnahmen einen Betrag für die künstlerische Gestaltung zur Verfügung, der (…) bis zu 2 % der Baukosten betragen kann. (…) Bei der Universität Kaiserslautern sollte sich die künstlerische Gestaltung nicht auf die Gebäude beschränken, sondern die Frei- und Fußgängerbereiche einbeziehen.“

 Hier wird der fließende Übergang der Förderprogramme von der Kunst am Bau zur Kunst im öffentlichen Raum deutlich.
Bei einem zweiten Symposium 1987 wurden Werke im Gebiet der Universitäts-Wohnstadt aufgestellt. Einzelne Arbeiten folgten noch bis 2005, so dass heute 40 figurative und abstrakte Kunstwerke das gesamte Universitätsareal künstlerisch prägen und eine 25-jährige Entwicklungsgeschichte der Skulptur erkennbar machen.

## Künstler und Werke
Nachfolgend sind die Werke auf dem Skulpturenpark TU Kaiserslautern angegeben. Die Angaben zu Entstehungsjahren und Standortnummern entstammen den Darstellungen bei Skulpturen an der TU Kaiserslautern.

### Steinbildhauersymposion 1982
- Hiromi Akiyama: Teilung (Pos. 13)
- Anne Blob: Negativform einer menschlichen Figur (Pos. 3)
- Karl-Heinz Deutsch: Stein (Pos. 20)
- Barbara Haim: Zwei sich in Passform zugewandte Stelen (Pos. 5) (zzt.abgebaut, neuer Standort  in Arbeit)
- Yoshimi Hashimoto: Schwarzer Daumen (Pos. 26)
- Emilia Klaus: Stein (Pos. 21)
- Volker Krebs: Befreiungsfigur (Pos. 28)
- Milena Lah: Schwebender Tisch (Pos. 23)
- Dorothea Mahr: Stele (Pos. 16) (zzt.abgebaut, neuer Standort  in Arbeit)
- Todd Nemanic: Sphinx-Squaw (Pos. 2)
- Franz Xaver Ölzant: Gebogener gratiger Findling (Pos. 19)
- Atsuo Okamota: Meditative Triangelzone (Pos. 14)
- Jürgen Paulusen: Liegende und sitzende Frau (Pos. 30)
- Gert Rappenecker: Bitumenquelle (Pos. 28)
- Franz Raßl: Der sitzende Denker (Pos. 10)
- Adolf Ryszka: Sandsteingruppe (Pos. 32)
- Paul Schneider:  „Lassen“ und „Sein“ (Pos. 22)
- Karl Seiter: Sitzende Frau (Pos. 31)
- Thomas Venske: Schnecke (Pos. 29)
- Gerd Weiland: Stuhl (Pos. 17)

### Bildhauersymposion 1987
- Claudia Ammann: Labyrinth (Pos. 34)
- Ursula Bertram-Möbius: Tor der Wissenschaft (Pos. 13)
- Christiane Guillaubey: Gruppe von 3 Marmorsteinen (Pos. 39)
- Hawoli: Tor (Pos. 36)
- Anna Maria Kubach: Teppich (Pos. 37)
- Janez Lenassi: Sandsteinblock mit eingesägten Linien (Pos. 40)
- Caroline van der Merwe: Der Gekreuzigte (Pos. 38)
- Rudi Pabel: Die Sandsteinskulptur (Pos. 35)

### Weitere Künstler und Werke (Skulpturen und Installationen)
- Betty Beier: Erde als Gedächtnis 2004 (Pos. 25) (in Gebäude 32)
- Ursula Bertram-Möbius: Die Hochzeit für Minerva (Pos. 12) – 1989
- Sven Corsmeier: Dialog im Gleichgewicht 2001 (Pos. 15)
- Daniel Couvreur: Brunnen auf dem Davenportplatz 1993 (Pos. 33)
- Lea Jacobson: Natural Derivativ 2000 (Pos. 9)
- Wilfried Koch: Pythagoras 1994 (Pos. 1)
- Annerose Nickel: Think outside 2016 (vor Gebäude 32)
- Annerose Nickel: The cloud 2016 (in Gebäude 32)
- Uli Olpp: Zeiger 2003 (Pos. 6)
- Wieslaw Pietron, Der Literat 1991 (Pos. 24) (in Gebäude 32)
- Gernot Rumpf: Barbarossafisch 1980 (Pos. 8)
- Reiner Seliger: Sestino 2000 (Pos. 7)
- Clas DS Steinmann: Verbundgruppe 1991 (Pos. 11)
- Gunther Stilling: Meinungsaustausch 1985 (Pos. 27)